# Cyllopoda radiata
Cyllopoda radiata är en fjärilsart som beskrevs av W. Warren 1906. Cyllopoda radiata ingår i släktet Cyllopoda och familjen mätare. Inga underarter finns listade i Catalogue of Life.